# Grønlandske Skolebørn
Grønlandske Skolebørn er en dansk dokumentarisk optagelse fra 1928, der er instrueret af Paul Hansen. Filmen er optaget for Grønlands Styrelse.

## Handling
Udendørsoptagelser af skolebørn i Qaqortoq (Julianehåb). En gruppe forældre har dannet en forening og engageret en dansk lærerinde. Al undervisning foregår på dansk. Drengen Hans synger Sørens far har penge. To små piger opfører en komedie på dansk. Børnene leger Tornerose var et vakkert barn.